# Anterhynchium
Anterhynchium (лат.) — род одиночных ос из семейства Vespidae (Eumeninae).

## Распространение
Юго-Восточная Азия, Афротропика, Австралия и Океания. Большая часть видов встречается в Афротропике и 10 видов в Южной и Юго-Восточной Азии.

## Описание
Осы среднего размера, чёрного цвета с оранжево-жёлтыми отметинами. Брюшко с коротким широким стебельком T1, который лишь немного уже второго тергита.
Клипеус сильно сужен в нижней половине у самок (но плавно сужен у самцов), апикальный край которого выемчатый. Мандибула с внутренней стороны с тремя широкими и неправильной формы базальными зубцами. Пронотальный киль хорошо развит по всей длине. Тегула короткая и её вершина не достигает вершины паратегулы. Метанотум с горизонтальной и задней склоновыми гранями, переход между которыми более или менее отчётливо обозначен неправильным зубчатым гребнем. Первый метасомальный сегмент сидячий без базального поперечного киля. Апикальная расширенная часть первого метасомального стернума окаймлена спереди выступающим дугообразным килем. Базальная борозда II метасомального стернума слабо килеватая.
Самцы ос Anterhynchium gibbifrons имеют защитное приспособление: у них нет жала как у самок, но на последних сегментах брюшка сбоку от эдеагуса есть парные длинные шипы, которыми они могут наносить уколы хватающим их хищникам (лягушкам).

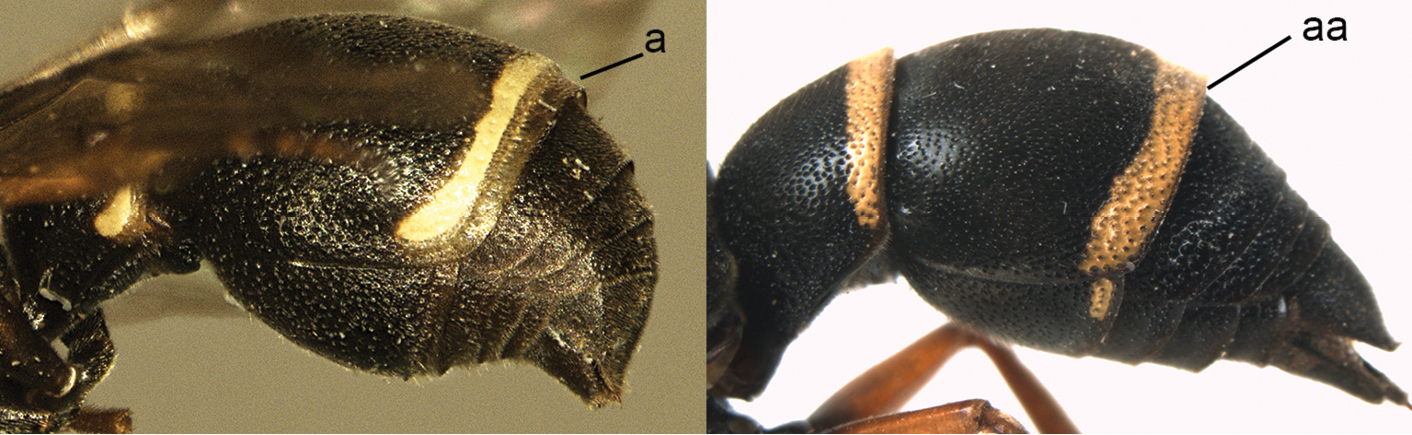
Anterhynchium flavomarginatum
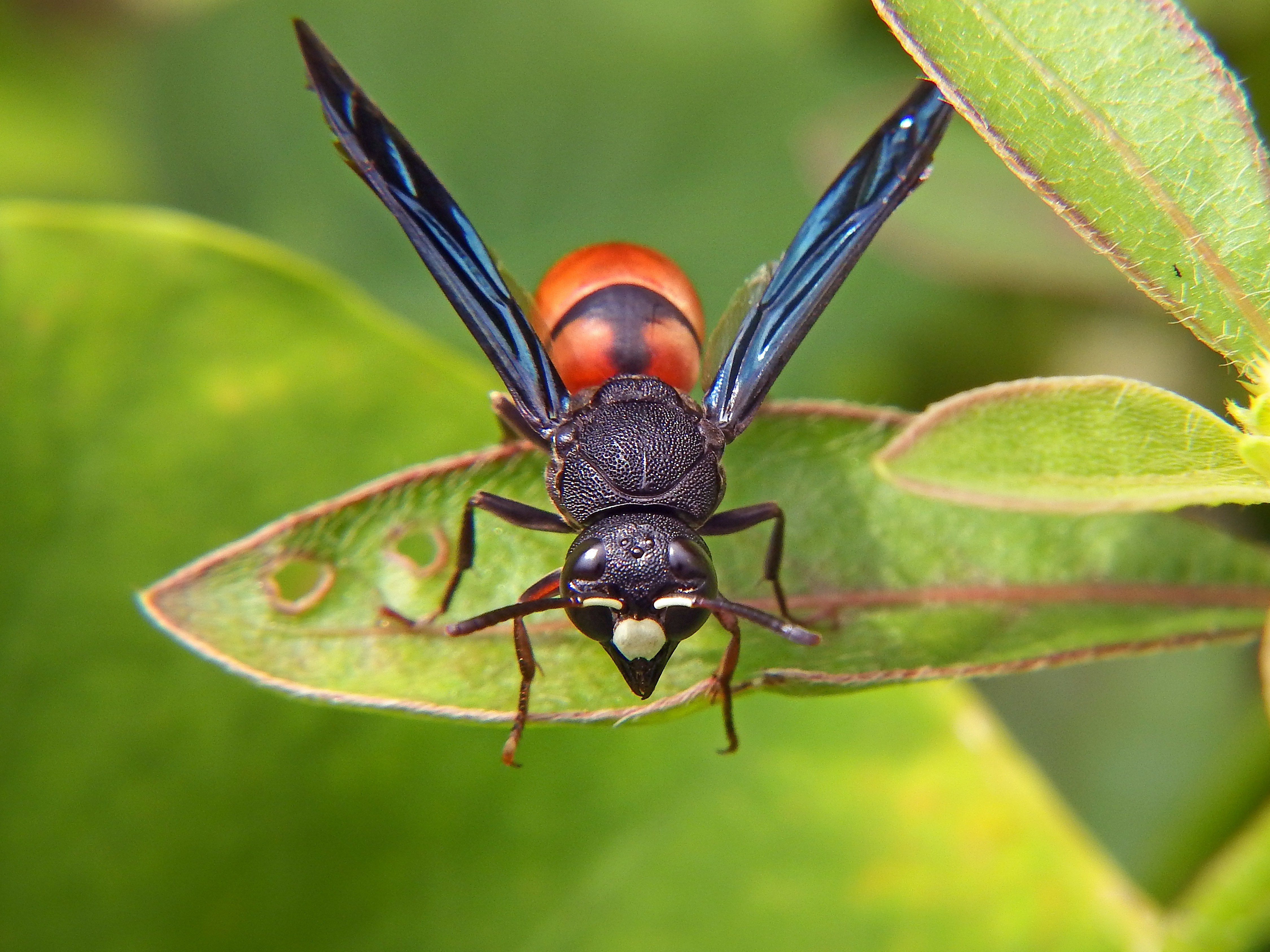
Anterhynchium abdominale

## Классификация
Описано около 40 видов. Признаны три подрода: Anterhynchium de Saussure, 1863 в основном в Африке с несколькими видами в Ориентальном регионе, Dirhynchium van der Vecht, 1963 в Ориентальном и Австралийском регионах, и Epiodynerus Giordani Soika, 1958 от Мадагаскара и Таиланда до Австралии и Тихоокеанских островов. Род был впервые описан в 1863 году швейцарским энтомологом Анри де Соссюром в качестве division I в составе рода Rhynchium. Anterhynchium близок к родам Pseudepipona и Euodynerus, но его легко отличить по более длинной парастигме переднего крыла и более коротким тегулам, которые никогда не выходят за вершину паратегул.
Ревизия видов Афротропики была сделана в 2023 году, в результате которой пять подвидов были возведены в ранг вида и поведена новая синонимия.
- Anterhynchium abdominale (Illiger, 1802)
- Anterhynchium aestuans Saussure, 1863
- Anterhynchium alecto (Lepeletier, 1841)
- Anterhynchium andreanum (de Saussure, 1890)
- Anterhynchium argenteopilosellum (Giordani Soika, 1937)[10]
- Anterhynchium astrophilum Giordani Soika, 1996
- Anterhynchium auromaculatum (de Saussure, 1852)
- Anterhynchium basimacula (Cameron, 1897)
- Anterhynchium beta Schulthess, 1928
- Anterhynchium bugandanum Giordani Soika, 1987[10]
- Anterhynchium cariosum Giordani Soika, 1987[10]
- Anterhynchium coracinum Vecht, 1963
- Anterhynchium decoratum (de Saussure, 1856)
- Anterhynchium denticulatum (Mocsáry, 1903)[10]
- Anterhynchium fallax (de Saussure, 1855)
- Anterhynchium flammeus Giordani Soika, 1937
- Anterhynchium flavolineatum (Smith, 1857)
- Anterhynchium flavomarginatum Smith, 1852
- Anterhynchium flavopunctatum Smith, 1852
- Anterhynchium fulvipenne Smith, 1859
- Anterhynchium gamma Schulthess, 1928
- Anterhynchium grandidieri (de Saussure, 1890)
- Anterhynchium grayi (de Saussure, 1853)
- Anterhynchium hamatum Vecht, 1963
- Anterhynchium histrionicum (Gerstaecker, 1857)
- Anterhynchium indosinense Gusenleitner, 1998
- Anterhynchium luctuosum (Gerstaecker, 1857)
- Anterhynchium madecassum (de Saussure, 1852)
- Anterhynchium melanopterum Sk. Yamane, 1981
- Anterhynchium mellyi (de Saussure, 1853)
- Anterhynchium mephisto (Gribodo, 1892)
  - (= Anterhynchium beninum Gusenleitner, 2018 syn. nov.; = Odynerus rufoniger Bequaert, 1918 syn. nov.; = Synagris uncata Tullgren, 1904)[10]
- Anterhynchium natalense (de Saussure, 1855)
- Anterhynchium nigrocinctum (de Saussure, 1853)
- Anterhynchium nimbosum Giordani Soika, 1987
- Anterhynchium osborni (Bequaert, 1918)
- Anterhynchium pacificum (Kirsch, 1878)
- Anterhynchium pensum Giordani Soika, 1937
- Anterhynchium rufipes (Fabricius, 1775)
- Anterhynchium rufonigrum Bequaert, 1918
- Anterhynchium sulphureomaculatum (von Schulthess, 1928)[10]
- Anterhynchium synagroides (de Saussure, 1852)
- Anterhynchium tamarinum (de Saussure, 1853)
- Anterhynchium tasmaniense (de Saussure, 1853)
- Anterhynchium uncatum (Tullgren, 1904)
- Anterhynchium vastator Giordani Soika, 1983
- Anterhynchium woodfordi Meade-Waldo, 1910
- Anterhynchium yunnanense Giordani Soika, 1973